# Neurocinemàtica
La neurocinemàtica o neurocinema (en anglès neurocinema o neurocinematics) és la tècnica del neuromarketing aplicat al món del cinema. És l'aplicació dels coneixements del nostre cervell i de com aquest processa, emmagatzema i recupera la informació sensorial per entendre l'experiència cinematogràfica. El nostre cervell integra allò que veu i aplica les experiències personals, el context de cada persona, el que ha viscut... depenent de tots aquests factors, hi ha uns o altres aspectes del film que són més impactants o criden més l'atenció. Per tant, la neurocinemàtica pretén respondre a la pregunta: Què passa al nostre cervell quan mirem una pel·lícula?
El principal objectiu és crear un cinema fet a mesura que aconsegueixi crear determinats estímuls al nostre cervell. La indústria cinematográfica analitza aquests processos cognitius, afectius o sensorials durant la visualització del film. Amb això aconsegueixen saber quins elements de la pel·lícula impacten, fan gaudir o atemoreixen l'espectador, sabent què vol exactament aquest i poder-se focalitzar en les escenes que creen reaccions emocionals importants.
El desenvolupament d'aquesta tècnica ha impulsat el mercat audiovisual, obtenint grans èxits gràcies a continguts molt impactants per a l'audiència. Tanmateix, han pogut refinar elements de les pel·lícules com els guions, les escenes o els efectes especials garantint una resposta específica per part de qui mira el film, creant una petjada emocional. Per tant, la clau és, ajudar en la creació de contingut audiovisual amb la finalitat de produir fortes emocions a l'espectador i alhora, evitar el fracàs comercial del film.

## Tècniques del neuromarketing aplicades a la neurocinemàtica[3]
- Ressonància magnètica funcional (fMRI): Quan el cervell està realitzant una activitat o sotmetent-se a uns estímuls, es fa una imatge des de la qual es detecta en quines àrees hi ha una major activitat.
- Electroencefalografía (EEG): Amb la mesura de les variacions elèctriques del cervell, es detecta quins presenten una major activitat o responen més a estímuls concrets.
- Eye- Tracking: Se centra en saber cap a on dirigim la visió central i determinar-ne el recorregut visual. Ho mostra generant mapes de calor, és a dir, imatges que ensenyen on prestem més atenció, que ens sorprèn més, quant de temps hem estat mirant...
- Conductància elèctrica de la pell: Busca un relació entre l'estímul visualitzat i el nivell d'excitació, ja sigui psicològica o fisiològica. A més, es té en compte la sudoració.
- Magnetoencefalografia: Mesura l'activitat cerebral dels camps magnètics del cervell. També ajuda a trobar l'origen de l'activitat neuronal.

## Pel·lícula: Resort Paraíso
El llargmetratge "Resort Paraíso Arxivat 2018-11-08 a Wayback Machine." és el primer film espanyol sotmès prèviament a les tècniques del neuromarketing. És una pel·lícula pionera a Espanya per l'ús de la neurociència en el procés de creació. Concretament en aquest film, han combinat un sistema alemany d'anàlisi ocular –eye traking– amb un mètode nord-americà de resposta emocional (substituint el casc tradicional per un arc que rodeja el cap amb 14 sensors).
El director del llargmetratge confirma que, mitjançant l'observació dels resultats de les amidaments, s'ha adonat que hi ha una resposta immediata dels espectadors i confessa que és emocionant veure com la gent reacciona als estímuls que ell volia activar
És un thriller d'una durada de 85 minuts, dirigit per Enrique García, que es va estrenar als cines l'abril del 2018. Protagonitzada per Rafa Castillo Moreno, Virginia DeMorata i Héctor Medina, tracta d'una parella que està en crisi i es refugia a un hotel tancat durant l'hivern. Allà, intentaran recompondre les seves vides intentant passar inadvertits pels guardes de seguretat.

## Movies in your brain- La ciència de la percepció cinemàtica
Movies in your brain va ser una trobada organitzada per l'acadèmia dels Oscars. L’objectiu d’aquesta trobada va ser poder ajuntar exterts en la neurocinemàtica per poder debatre i compartir els seus coneixements. Aquesta trobada va tenir lloc del 29 de juliol del 2014 al 30 de juliol del 2014, i es va celebrar al teatre de Linwood Dunn, Los Angeles. Durant aquests dos dies diversos cineastes i científics van posar en comú els seus estudis, es van fer debats, i xerrades amb l’objectiu de poder investigar i arribar a més conclusions de com els espectadors interpreten una pel·lícula. Els experiments que cal destacar entre tots són: els de Uri Hasson, Jon Favreau, Talma Hendler i Jeffrey M. Zacks.

### Uri Hasson: Anàlisi del cervell mitjançant fMRI
Uri Hasson és professor de psicologia i neurociència de la Universitat de Princeton. Hasson va fer un experiment on va analitzar la resposta del cervell mitjançant una ressonància magnètica funcional mentre diverses persones visualitzaven fragments de les pel·lícules The Good, the Bad and the Ugly de Sergio Leone, Dog Day Afternoon de Sidney Lumet, Curb Your Enthusiasm de Larry David, Bang! You're dead d'Alfred Hitchcock i finalment un fragment d'un vídeo del Washington Square Park. Després de fer la mateixa prova a diverses persones de diferents gèneres i edats van poder arribar a diverses conclusions. La primera va ser que tots els cervells actuen de la mateixa manera davant del que estan veient, dit en altres paraules, per molt diferent que pugui ser una persona d'una altra el seu cervell reaccionarà de la mateixa manera mentre estigui mirant una pel·lícula. No obstant això, no totes les pel·lícules tenen la mateixa capacitat d'aconseguir la mateixa reacció en tota l'audiència. Aquelles que ho aconsegueixen són les que tenen un ritme més dinàmic, o sigui, si utilitzen molts canvis de plans i diferents angles serà més fàcil que els cervells del públic se sincronitzin, en canvi si es tracta d'un film més senzill, no es podrà aconseguir amb tanta facilitat. La segona conclusió va ser que, si el que estem veient és més proper al nostre dia a dia, no prestem tanta atenció, per tant el nostre cervell està menys actiu. En canvi si es tracta d'una pel·lícula llunyana a la nostra realitat, ens crida més l'atenció, és a dir, les reaccions del nostre cervell seran majors, fet que al mateix temps provocarà una major sincronització de les reaccions dels cervells. Van arribar en aquestes dues conclusions en adonar-se que pel·lícules com ara Bang! You're dead i Dog Day Afternoon havien obtingut entre un 65 - 70% de correlació entre l'activitat cerebral, dit en altres paraules aquestes dues pel·lícules van aconseguir que gran part de les reaccions cerebrals dels participants fossin les mateixes, o sigui, en molts moments durant la visualització del film s'activaven les mateixes zones del cervell dels espectadors. Mentre que el fragment de vídeo del Washington Square Park només un 5%.

### Jon Favreau i Talma Hendler: seguiment de l'ull
En aquest cas, es va analitzar els punts on els espectadors tendeixen a mirar durant un fragment de la pel·lícula Iron Man 2. Aquest experiment va ser realitzat per Jon Favreau, el director de la mateixa pel·lícula, i Talma Hendler, directora del Functional Brain Center. La prova es va fer a 75 persones mentre miraven el tros de la pel·lícula on apareixia la cursa del Gran Premi de Mònaco d'automobilisme. Gràcies a aquest estudi van poder afirmar que el públic tendeix a mirar als mateixos punts de la pantalla. Una altra prova que afirma la teoria de Uri Hasson que diu que els cervells dels espectadors se sincronitzen durant la visualització d'una pel·lícula, ja que podem observar que 75 persones han tendit a mirar al mateix punt.

### Jeffrey M. Zacks: La memòria durant una pel·lícula
Jeffrey M. Zacks és professor de psicologia en la Universitat de Washington, ha realitzat diversos estudis sobre el neurocinema i ha escrit diversos llibres que parlen d'aquest tema, entre tots cal destacar Flicker: Your Brain on Movies. L'objectiu dels seus estudis és poder investigar la manera de com el nostre cervell representa i processa tota la informació que ens proporciona una pel·lícula. Durant l'esdeveniment només va presentar la investigació que buscava la resposta de com el nostre cervell crea records mentre visualitza una pel·lícula. L'encarregat de crear records a llarg termini és l'hipocamp, per tant, si es vol aconseguir que es recordi una escena s'ha d'aconseguir activar aquesta part del cervell. Després de fer algunes fRMI van poder arribar a una conclusió: l'hipocamp només s'activa en els moments que considerem finals. Dit en altres paraules, només ens recordem amb detall dels moments que percebem com a finals d'una acció i la resta d'esdeveniments no som capaços de poder-los recordar amb claredat. Per exemple, si veiem un vídeo de només deu segons d'una persona comprant pa, on al principi de l'escena es veu com demana el pa i al final com surt del forn de pa, inconscientment considerarem que la sortida de la botiga és un moment final, per tant tindrem més facilitat per descriure el moment en què la persona surt de la botiga, ja que l'hipocamp s'haurà activat mentre que la resta l'haurem oblidat. Per posar en pràctica la seva teoria en Zacks va mostrar un petit fragment de la pel·lícula Mon Oncle de Jacques Tati. En l'escena apareixia un home que parlava amb dues dones, seguidament l'home marxava i entrava dintre d'un edifici. Va preguntar al públic, si durant la conversa havia aparegut una cadira o un gat, la majoria de gent va optar pel gat però en realitat era la cadira que es trobava just al mig de l'escena. Amb aquest petit experiment va poder demostrar que la gran majoria d'objectes, personatge, accions... són totalment oblidades al cap de pocs segons de ser vistes.

## Mind Sing
MindSign és una empresa situada a San Diego, Califòrnia, l'especialització de la qual és la realització d’estudis de neuromàrqueting i de neurocinema. Inicialment només es dedicava al neuromàrqueting, però actualment és una de les empreses líders en la recerca neurocinematogràfica. Les principals productores que han cooperat amb MindSign són Dreamworks i Sony. Aquesta empresa es dedica a analitzar la reacció de l'audiència únicament durant el tràiler de les pel·lícules, o durant algun fragment del film. El primer estudi neurocinemàtic que va realitzar aquesta empresa i un dels primers directors a interessar-se en aquest tema va ser, com ja s'ha dit anteriorment, James Cameron amb la seva famosa pel·lícula estrenada l'any 2010, Avatar. El que es va fer en aquest cas va ser una ressonància magnètica funcional, i un electroencefalograma a diferents persones mentre miraven el tràiler d'aquesta pel·lícula. Un cop van obtenir els resultats van descobrir que el cervell està més actiu si veu una pel·lícula 3D que 2D. Un altre estudi interessant és el que va realitzar MindSign i Peter Katz. En Peter Katz és un productor de cinema que sempre ha estat interessat a buscar maneres de poder millorar i innovar la manera com les pel·lícules ens expliquen històries. Sempre ha estat defensor de l'aplicació de tècniques neurocientífiques al cinema, ja que pensa que, si es pot descobrir exactament com l'espectador interpreta una pel·lícula, es podran crear escenes pensades per provocar al públic una reacció molt precisa. Per aquest motiu no va dubtar en fer un estudi neurocinemàtic en una de les seves pel·lícules de terror, Pop Skull. L'objectiu de l'experiment era poder saber quins moments eren els que els espectadors percebien com a més i menys terrorífics. Cal dir que tenien l'esperança de poder veure en la zona de l'amígdala activitat neuronal, ja que això voldria dir que el fragment de la pel·lícula estava realment emocionant a l'espectador. El procediment de la recerca va ser el següent: una noia de vint-i-quatre anys va visualitzar dos fragments de la pel·lícula tres vegades cada un, mentre capturaven l'activitat del seu cervell utilitzant una ressonància magnètica funcional. Un cop van obtenir els resultats, en Peter Katz i el seu equip van estar orgullosos en veure que en certes escenes en l'amígdala hi havia una gran quantitat d'activitat neuronal, fet que volia dir que Pop Skull aconseguia entrar dintre de la nostra ment i fer-nos sentir realment espantats.